# Radefeld
Radefeld ist ein Ortsteil der Stadt Schkeuditz im Landkreis Nordsachsen.

## Geografie
Das Straßenangerdorf Radefeld liegt nordöstlich des Schkeuditzer Stadtzentrums. Zu Radefeld gehören die Ortsteile Hayna, Freiroda, Gerbisdorf und Wolteritz.

## Geschichte
Die erste Gründung einer Siedlung geht auf das 12. Jahrhundert zurück, worauf die Errichtung eines Wehrturmes zum Schutz gegen Überfälle der Slawen schließen lässt.
Für Radefeld finden sich in Quellen aus dem Jahre 1350 Erwähnungen als Radefeldt und Rodevelt. 1378 wird Radefeld als zugehörig zum Castrum Delitzsch erwähnt. Um 1471 wird im Ort ein Rittersitz erwähnt. Die Herren Mederacke übten die untergeordneten Gerichtsbarkeiten bis zur Auflösung des Rittersitzes im Jahre 1515 aus. Ab 1608 gehörten Radefeld, das sich 1791 in Quellen auch erstmals mit dieser Schreibweise findet und dessen später zugehörige Ortschaften Freiroda, Gerbisdorf und Wolteritz zum kursächsischen Amt Delitzsch. Nach dem Wiener Kongress wurden die Orte ab 1816 dem Kreis Delitzsch im Regierungsbezirk Merseburg der Provinz Sachsen zugeteilt, zu dem sie bis 1952 gehörten.
1952 wurde Radefeld im Rahmen der DDR-Kreisreform dem Kreis Delitzsch im Bezirk Leipzig zugeteilt, welcher 1994 im Landkreis Delitzsch aufging. 1973 wurde Hayna eingemeindet. 1994 schloss sich Radefeld mit Freiroda und Wolteritz zu einer Landgemeinde zusammen, die am 1. Januar 1999 nach Schkeuditz eingemeindet wurde. Ein Teil des Ortes wurde jedoch abgetrennt und Leipzig angegliedert.

## Sehenswürdigkeiten

### Kulturdenkmale
In der Liste der Kulturdenkmale in Schkeuditz sind für Radefeld acht Kulturdenkmale aufgeführt, darunter

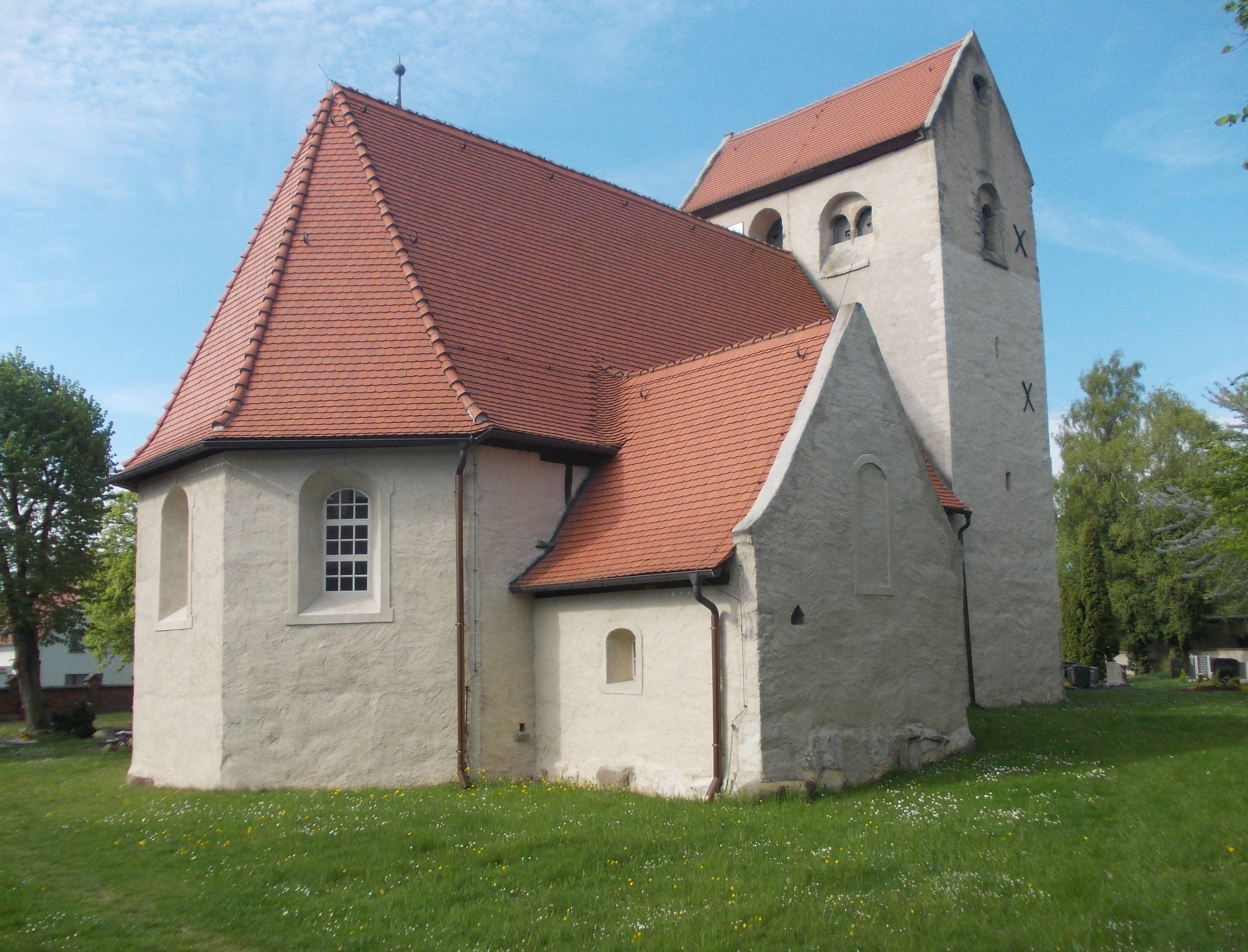
Ev. Pfarrkirche St. Nikolaus in Radefeld

- die evangelische Pfarrkirche St. Nikolaus. Die Saalkirche mit Querwestturm stammt aus dem 13. oder 14. Jahrhundert und wurde später mehrfach umgestaltet. Die kleine Orgel ist ein Werk aus dem Jahr 1776 von Johann Christian Friedrich Flemming.

## Infrastruktur

### Verkehrsanbindung
Radefeld liegt östlich des Schkeuditzer Kreuzes, das die Bundesautobahn 9 (A9, Berlin – Leipzig – München) mit der Bundesautobahn 14 (A14, Wismar – Magdeburg – Dresden) verbindet. Radefeld ist über die A14, Abfahrt Leipzig-Nord (22), erreichbar.
Zwischen 1929 und 1970 hatte der Ort über den Halt Radefeld-Hayna Anschluss an die Delitzscher Kleinbahn.
Öffentlichen Personennahverkehr gibt es vor allem durch den PlusBus des Mitteldeutschen Verkehrsverbunds. Folgende Verbindungen führen durch Radefeld:
- Linie 190: Landsberg ↔ Sietzsch ↔ Wiedemar ↔ Radefeld ↔ Leipzig-Möckern
- Linie 207: Delitzsch ↔ Zschortau ↔ Radefeld ↔ Schkeuditz ↔ Papitz

An der Haltestelle Radefeld, Friedhof gibt es stündlich einen Rundumanschluss zum Umsteigen aus und in alle Richtungen.

#### Fluglärm
Radefeld liegt nur etwa 2 km östlich der südlichen Start- und Landebahn des Flughafens Leipzig/Halle. Im Ort steht eine von zehn Messstationen des Fluglärmmesssystems „Travis“. Eine nach Osten startende C 130 beispielsweise erzeugt beim Überflug über Radefeld in etwa 3.300 ft (ca. 1.000 m) mitten in der Nacht einen Spitzenpegel von 69,6 dB (A).

### Wirtschaft
Im Südosten des Orts befindet sich das „Gewerbegebiet Haynaer Weg“, in welchem sich neben einer Niederlassung von Richter+Frenzel auch ein Markt der Sonderpostenkette Thomas Philipps befindet. Das südlich der A14 gelegene Gewerbegebiet, das ein Güterverteilzentrum und ein regionales DHL-Depot beheimatet und den Namen Leipzig-Radefeld trägt, gehörte historisch zu Radefeld, ist aber seit der Gemeindeneuordnung 1999 ein Teil von Leipzig.
In der Ortslage Hayna befindet sich rund um den Schladitzer See ein Naherholungsgebiet mit ausgebautem Radwegenetz. Der See ist ein Badesee, an dem sich auch der „Biedermeierstrand“ mit einer Veranstaltungsbühne befindet.

## Kultur

### Sport
Der größte Verein von Radefeld ist der Radefelder Sportverein 1990 e. V. Der heute 400 Mitglieder starke Verein wurde 1934 als Sport- und Turnverein gegründet. 1947 erfolgte die Neugründung nach dem Zweiten Weltkrieg. Bis 1990 trug der Verein den Namen BSG Traktor Radefeld. Der Verein betreibt neben der Radefelder Sport- und Festhalle auch einen eigenen Sportplatz und eine eigene Kegelanlage.